# Bollate
Bollate és un municipi italià, situat a la regió de Llombardia i a la ciutat metropolitana de Milà. L'any 2006 tenia 37.360 habitants.